# Ана (тропический шторм, 2022)
Тропический шторм «Ана» — тропический шторм, сформировавшийся 20 января 2022 года. Привёл к смерти 142 человек.

## Метеорологическая история

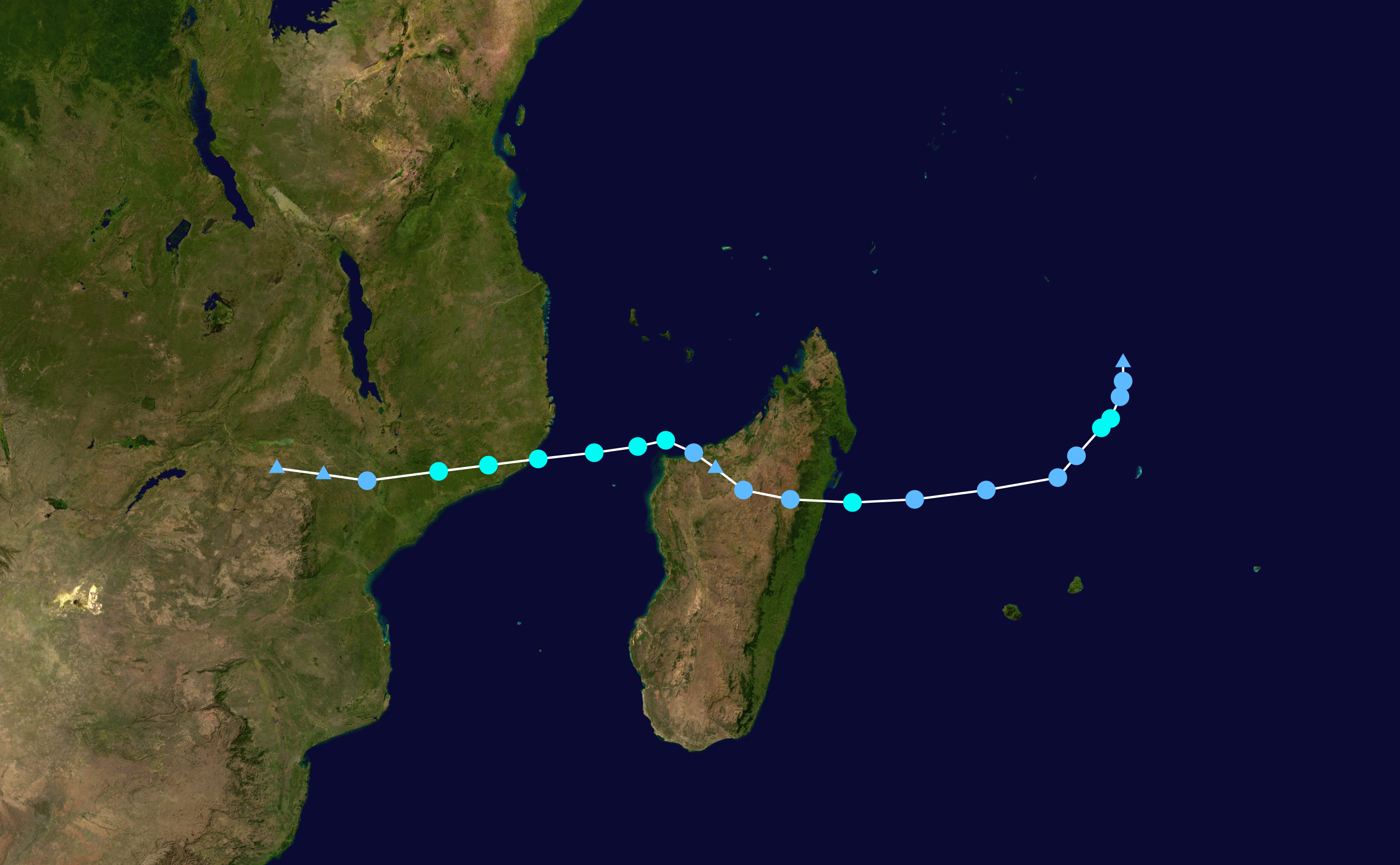
Карта движения тропического шторма

20 января 2022 года в 07:30 UTC Объединённый американский военно-морской центр по предупреждению о тайфунах сообщил о формировании области конвекции, которую они обозначили как Invest 93S, примерно в 700 км от Маврикия, при этом агентство дает низкую вероятность потенциального циклогенеза в течение следующих 24 часов. В полдень наблюдалась замкнутая циркуляция к северо-северо-западу от Каргадос-Карахоса с нечётким центром. Образование возмущения было вызвано всплеском муссонного потока. К вечеру Объединённый американский военно-морской центр по предупреждению о тайфунах обновил информацию, сообщив о среднем уровне вероятности циклогенеза, заметив неясную низкоуровневую циркуляцию. На следующий день, в 02:00 UTC, центр выпустил предупреждение о формировании тропических циклонов для 93S, а также снова обновила информацию до высокой вероятности потенциального циклогенеза.

## Последствия
Тропический шторм «Ана» усугубил серию наводнений, в результате которых 18 января погибло 11 человек, а в результате новых сильных дождей и наводнений на Мадагаскаре погибло еще 48 человек. Тропический шторм стал причиной смерти 18 человек в Мозамбике и 29 человек в Малави.
На Мадагаскаре 55 000 человек остались без крова. В Малави бо́льшая часть страны осталась без электричества, 200 000 человек были вынуждены покинуть свои дома. Особенно пострадал район округ Муландже на юге Малави. 10 000 домов в Мозамбике были разрушены в результате шторма.